# Ваксхольм
Ваксхольм (швед. Vaxholm) – город в Швеции, административный центр Ваксхольмской коммуны Стокгольмского лена, курорт. Расположен в 30 км к северо-востоку от Стокгольма на острове Ваксён в Стокгольмском архипелаге. Население – 4857 человек (2011).

## История
Король Густав I Васа в 1558 году получил путём обмена несколько усадеб на Ваксёне, после чего там стало отстраиваться торговое местечко. В 1638 году жившие в нём рыбаки были освобождены от налогов в обмен на повинность снабжать гарнизон Ваксхольмской крепости продуктами и предоставлять ему кров.
В 1647–1681 годах Ваксхольм находился в ведении Адмиралтейства. В 1652 году ему были предоставлены городские привилегии, а в 1867 году в городе была введена должность мэра.

## Достопримечательности и музеи
- Главной достопримечательностью Ваксхольма является местная крепость, расположившаяся в проливе между Ваксёном и соседним островом Риндё. Её строительство относится к середине XVI века. В настоящее время в крепости размещается музей, посвящённый оборонительным работам, проводившимся в местных шхерах с целью обезопасить Стокгольм от нападения с моря.

- Церковь Густава Адольфа, освящённая 4 сентября 1803 года.

- Ваксхольмский краеведческий музей.
- Замок Богесунд, бывшая резиденция Пера Браге Младшего. В настоящее время музей.

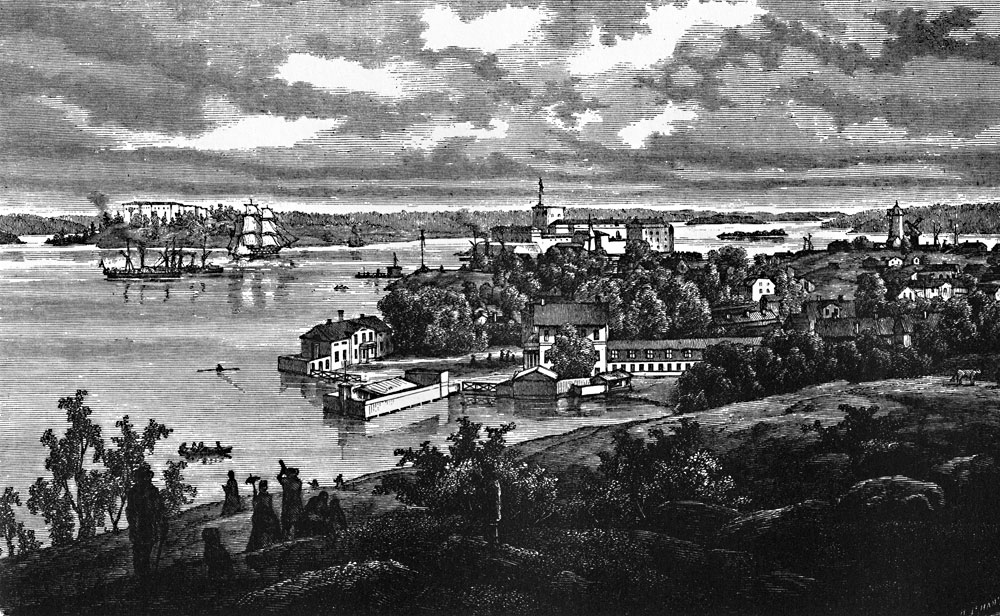
Ваксхольм и его окрестности (1870)
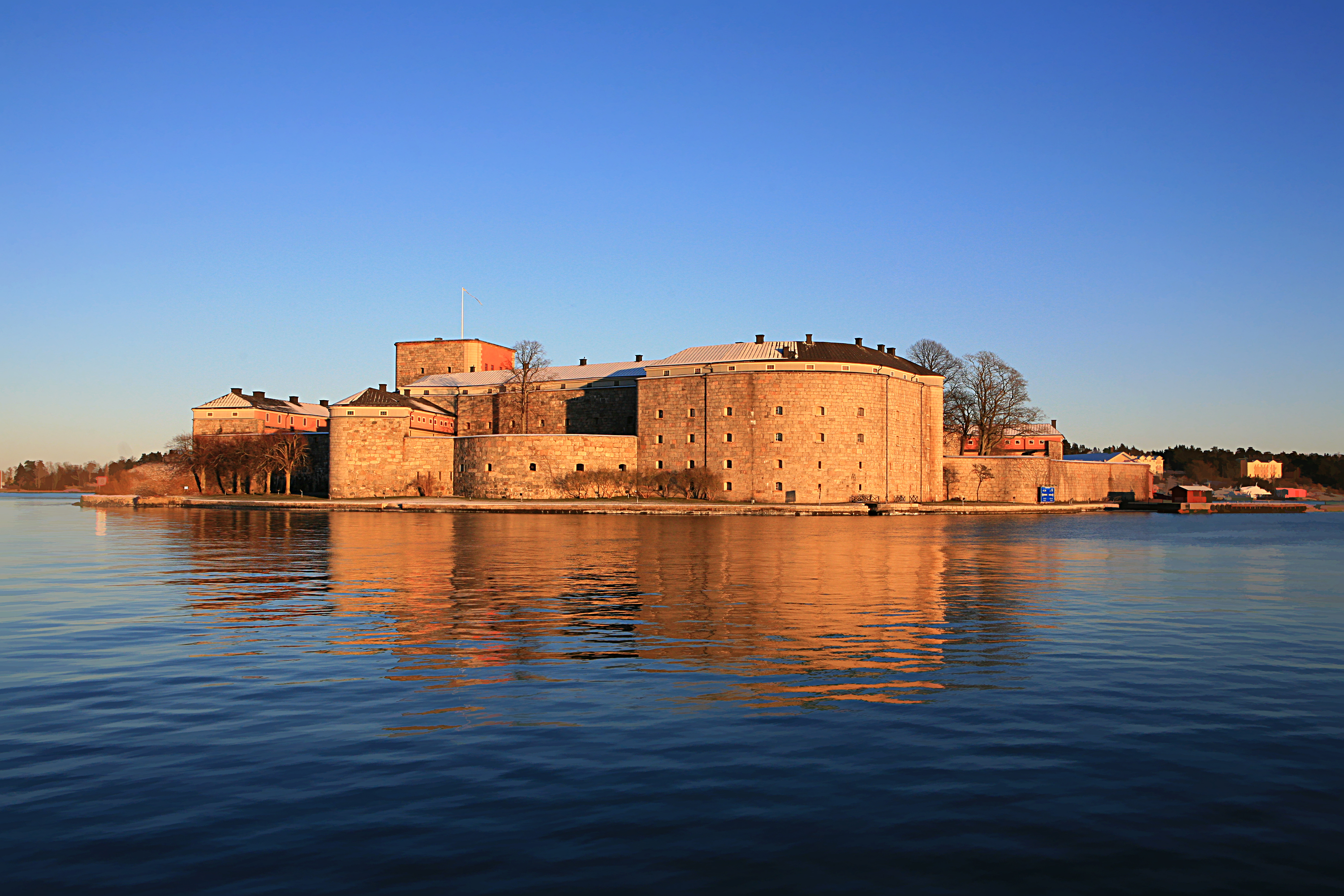
Ваксхольмская крепость
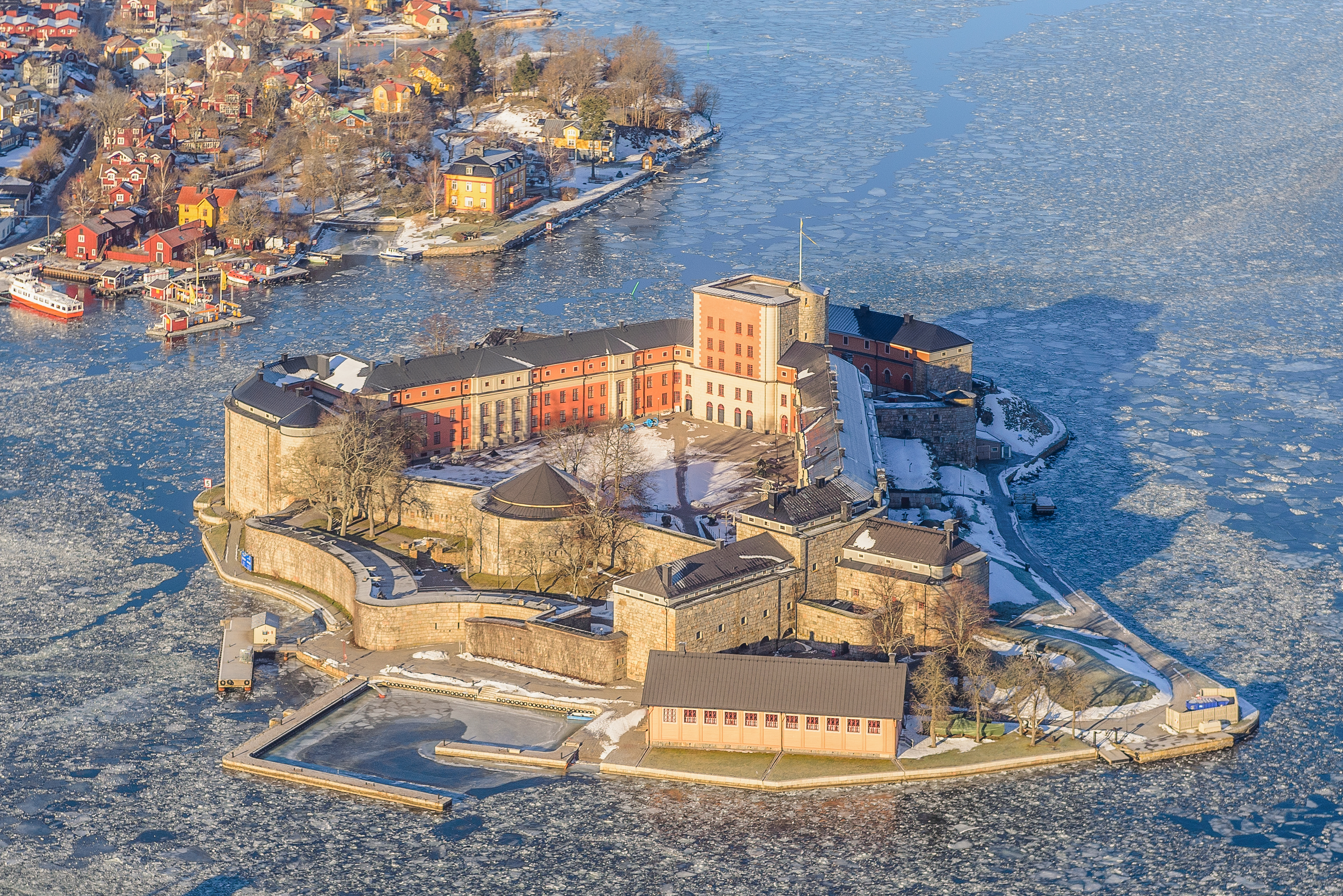
Ваксхольмская крепость (2013)
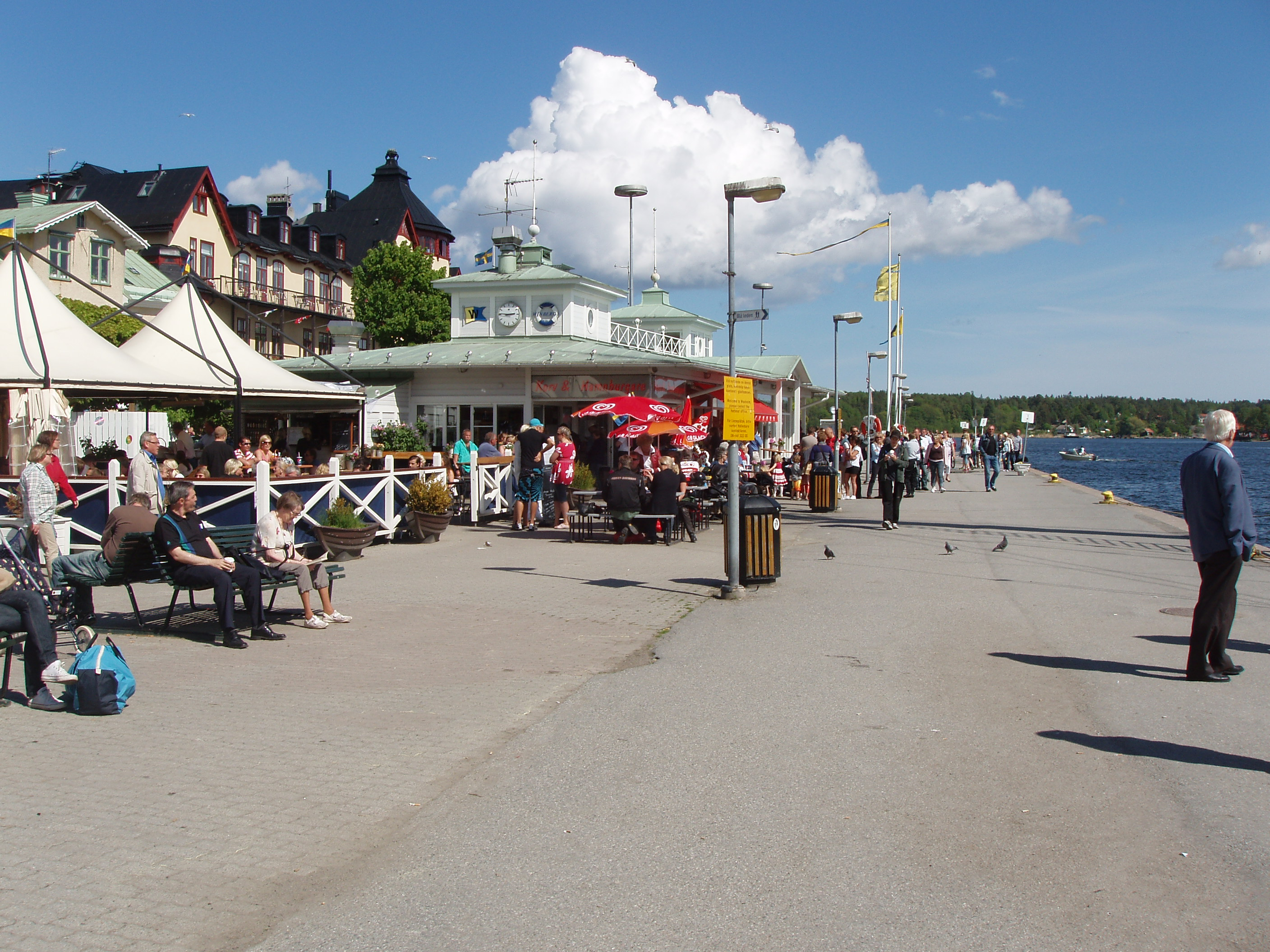
Набережная перед отелем "Ваксхольм"
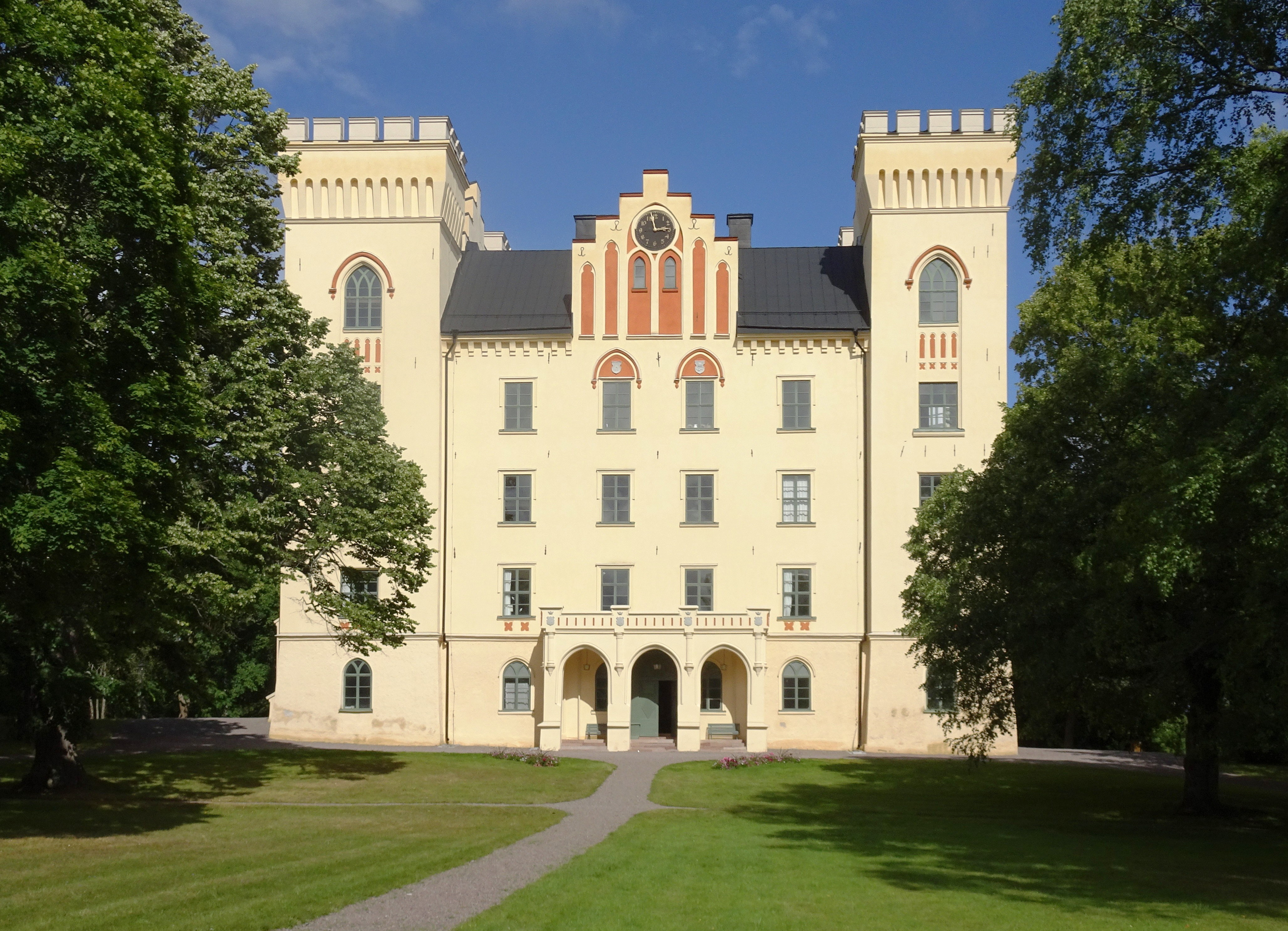
Замок Богесунд